# قائمة البعثات الدبلوماسية في تايوان

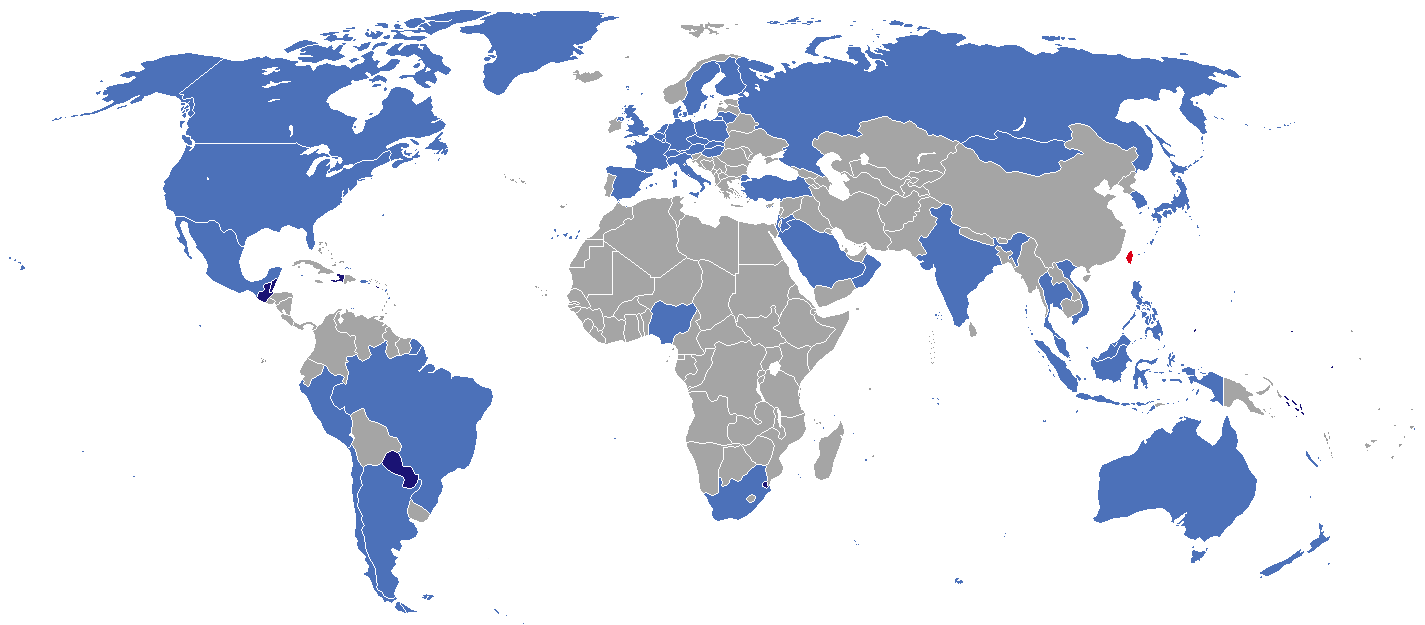
خريطة البعثات الدبلوماسية في تايوان
تايوان (جمهورية الصين))

تشمل البعثات الدبلوماسية في تايوان سفارات ومكاتب تمثيلية. نظرًا للوضع السياسي الخاص وسياسة الصين الواحدة، فإن جمهورية الصين (تايوان) معترف بها فقط من قبل 15 دولة وأرض الصومال؛ كل منهم لديه سفارة في تايبيه. بالإضافة إلى ذلك، أنشأت حوالي 50 دولة، ليس لديها علاقات دبلوماسية مع جمهورية الصين، مكاتب تجارية ومكاتب غير رسمية أخرى في تايوان، والتي لها مجموعة واسعة من الألقاب.  ومع ذلك، وبسبب معارضة جمهورية الصين الشعبية، فإن عناوين المكاتب التمثيلية غير الرسمية لا تحتوي على كلمة "تايوان"، باستثناء المكاتب التمثيلية غير الرسمية من عُمان واليابان والولايات المتحدة.  خلال فترة الاستعمار الياباني، احتفظ عدد من البلدان بما في ذلك جمهورية الصين والولايات المتحدة الأمريكية بقنصليات في تايبيه. 

## السفارات

### المكاتب التمثيلية والتجارية
تايبيه
- الأرجنتين (مكتب الأرجنتين للتجارة والثقافة)[4]
- أستراليا (المكتب الأسترالي في تايبيه)[5]
- النمسا (مكتب النمسا في تايبيه)[6]
- بلجيكا (المكتب البلجيكي، تايبيه)[7]
- البرازيل (المكتب التجاري للبرازيل إلى تايبيه)[8]
- بروناي (مكتب بروناي دار السلام للتجارة والسياحة)[9]
- كندا (مكتب التجارة الكندي في تايبيه)[10]
- تشيلي (مكتب التجارة الشيلي)[11]
- جمهورية التشيك (المكتب الاقتصادي والثقافي التشيكي)[12]
- الدنمارك (مجلس التجارة الدنماركي، تايبيه)[13]
- الاتحاد الأوروبي (المكتب الاقتصادي والتجاري الأوروبي)[14]
- فنلندا (مركز فنلندا التجاري)
- فرنسا (المكتب الفرنسي في تايبيه)[15]
- ألمانيا (المعهد الألماني تايبيه)[16] و(مكتب التجارة الألماني تايبيه)[17]
- المجر (مكتب التجارة الهنغاري، تايبيه)[18]
- الهند (قائمة البعثات الدبلوماسية للهند)[19]
- إندونيسيا (المكتب الاقتصادي والتجاري الإندونيسي في تايبيه)[20]
- إسرائيل (المكتب الاقتصادي والثقافي الإسرائيلي في تايبيه)[21]
- إيطاليا (علاقات إيطاليا وتايوان الثنائية)[22]
- اليابان (اليابان - جمعية التبادل التايواني)[23]
- الأردن (المكتب التجاري الأردني)[24]
- كوريا الجنوبية (البعثة الكورية في تايبيه)[25]
- لوكسمبورغ (مكتب لوكسمبورغ للتجارة والاستثمار، تايبيه)[26]
- ماليزيا (مركز الصداقة والتجارة الماليزي، تايبيه)[27]
- المكسيك (مكتب التوثيق والخدمات التجارية المكسيكية)[28]
- منغوليا (مكتب التمثيل التجاري والاقتصادي في أولان باتور)[29]
- هولندا (مكتب هولندا تايبيه)[30]
- نيوزيلندا (مكتب التجارة والصناعة النيوزيلندي)[31]
- عُمان (المكتب التجاري لسلطنة عمان - تايوان)[32]
- بابوا غينيا الجديدة (مكتب التجارة في بابوا غينيا الجديدة في تايوان)[33]
- بيرو (المكتب التجاري لبيرو في تايبيه)[34]
- الفلبين (مكتب مانيلا الاقتصادي والثقافي)[35]
- بولندا (المكتب البولندي في تايبيه)[36]
- روسيا (مكتب تمثيلي في تايبيه للجنة التنسيق بين موسكو وتايبيه بشأن التعاون الاقتصادي والثقافي)[37]
- السعودية (السفارة السعودية في تايبيه)[38]
- سنغافورة (مكتب سنغافورة التجاري في تايبيه)[39]
- سلوفاكيا (المكتب الاقتصادي والثقافي السلوفاكي، تايبيه)[40]
- الصومال (مكتب تمثيل جمهورية أرض الصومال في تايوان)[41]
- جنوب إفريقيا (مكتب الاتصال بجمهورية جنوب إفريقيا)[42]
- إسبانيا (غرفة التجارة الاسبانية)[43]
- السويد (مجلس التجارة والاستثمار السويدي)[44]
- سويسرا (المكتب التجاري للصناعات السويسرية)[45]
- تايلاند (مكتب تايلاند للتجارة والاقتصاد)[46]
- تركيا (المكتب التجاري التركي في تايبيه)[47]
- المملكة المتحدة (المكتب البريطاني في تايبيه)[48]
- الولايات المتحدة (المعهد الأمريكي في تايوان)[49]
- فيتنام (مكتب فيتنام للاقتصاد والثقافة في تايبيه)[50]

تايبيه الجديدة
- نيجيريا (مكتب التجارة النيجيري)[51]

## صالة عرض

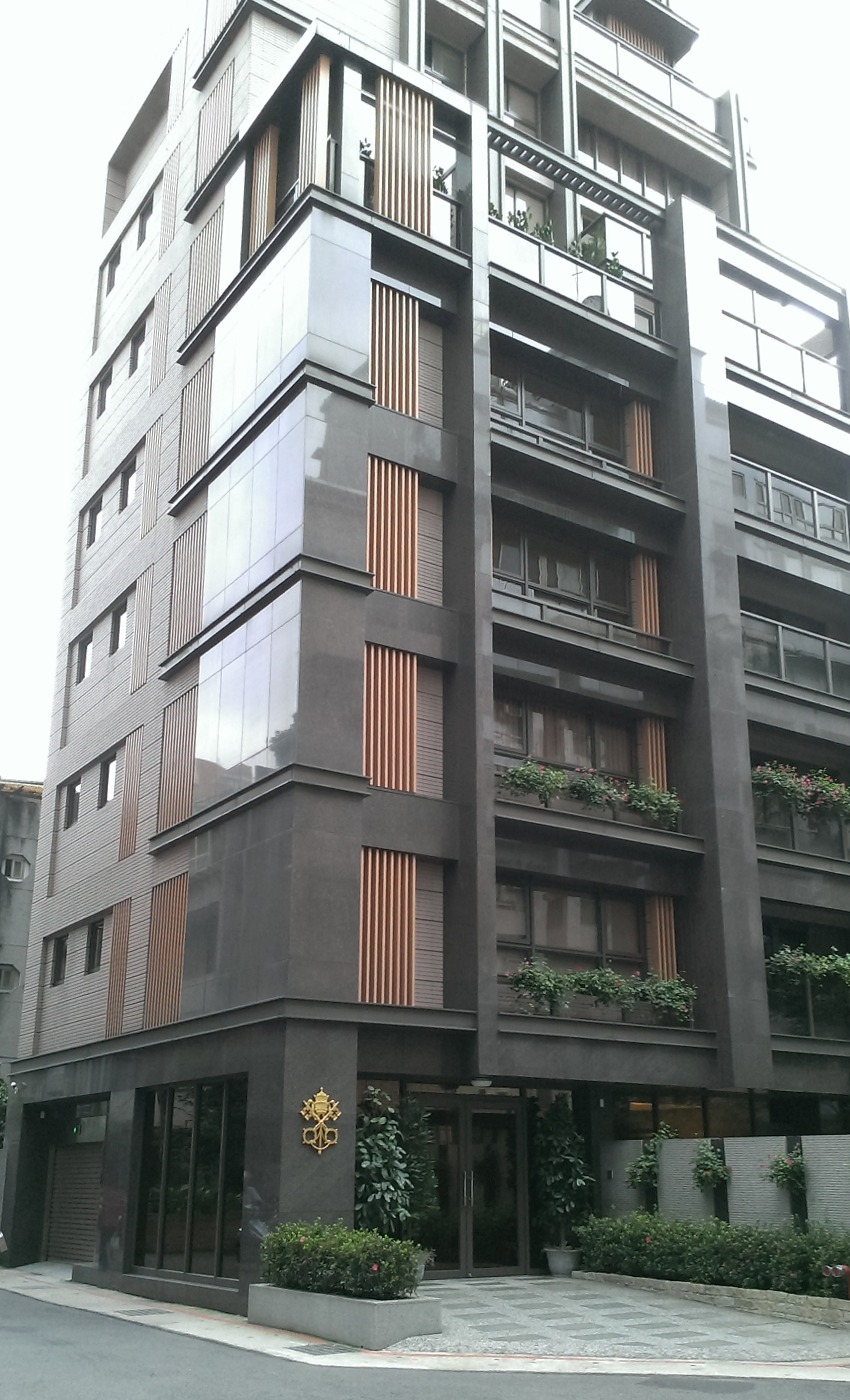
السفارة الرسولية لجمهورية الصين
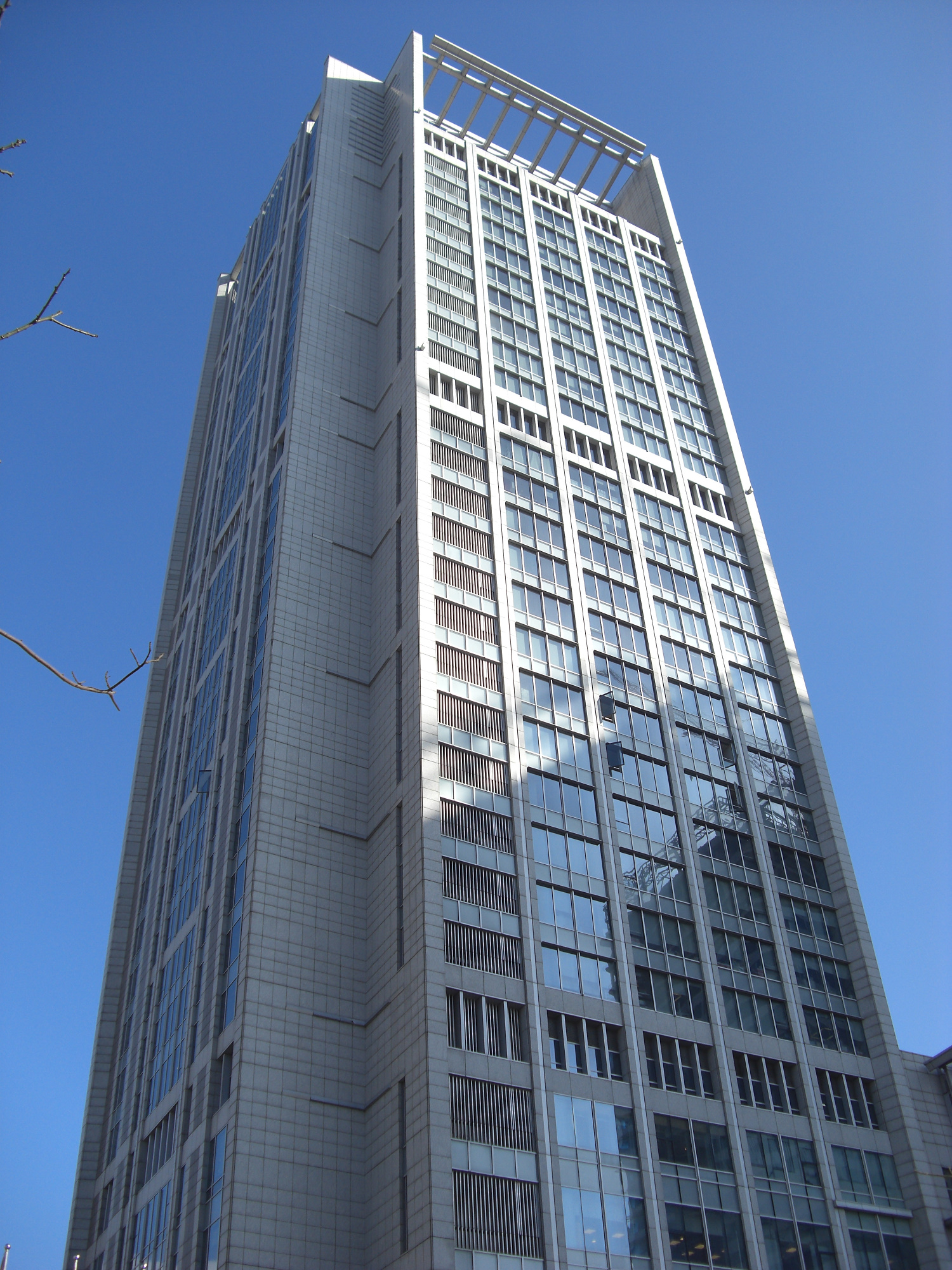
يقع المكتب الأسترالي والمكتب البريطاني ومكتب هونغ كونغ الاقتصادي والتجاري والثقافي في برج يوني-الرئيس الدولي
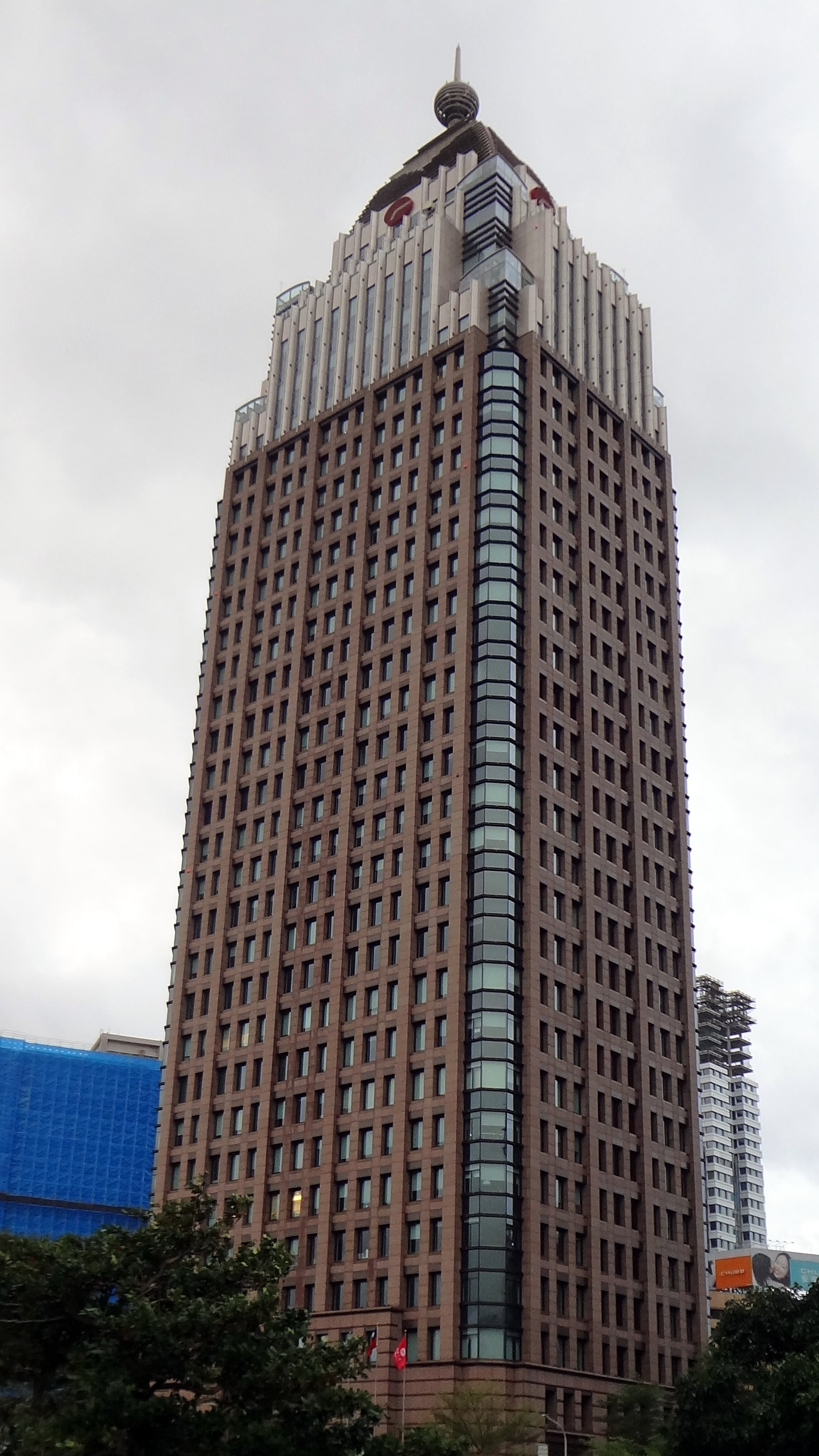
مكتب هولندا تايبيه
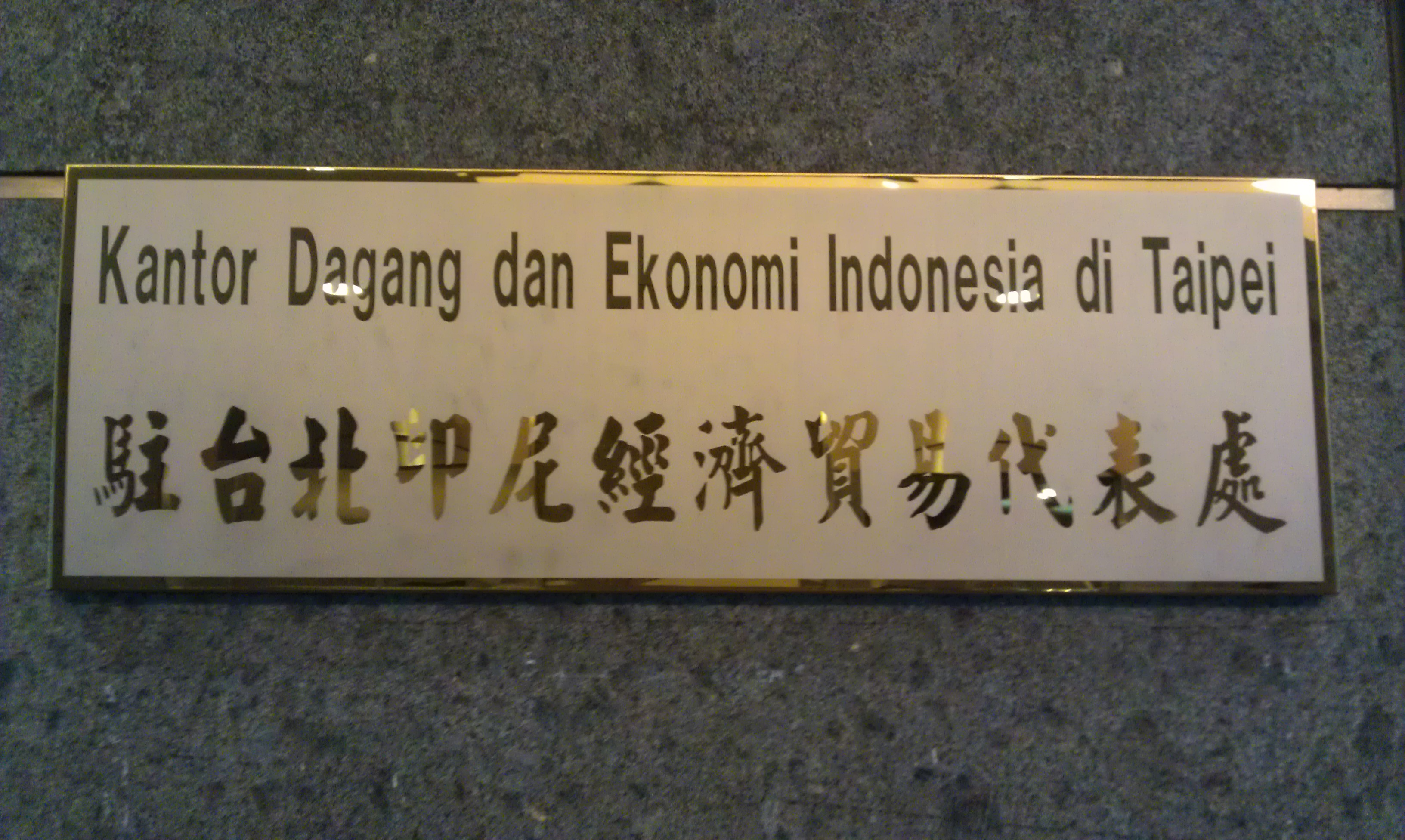
المكتب الاقتصادي والتجاري لإندونيسيا في تايبيه
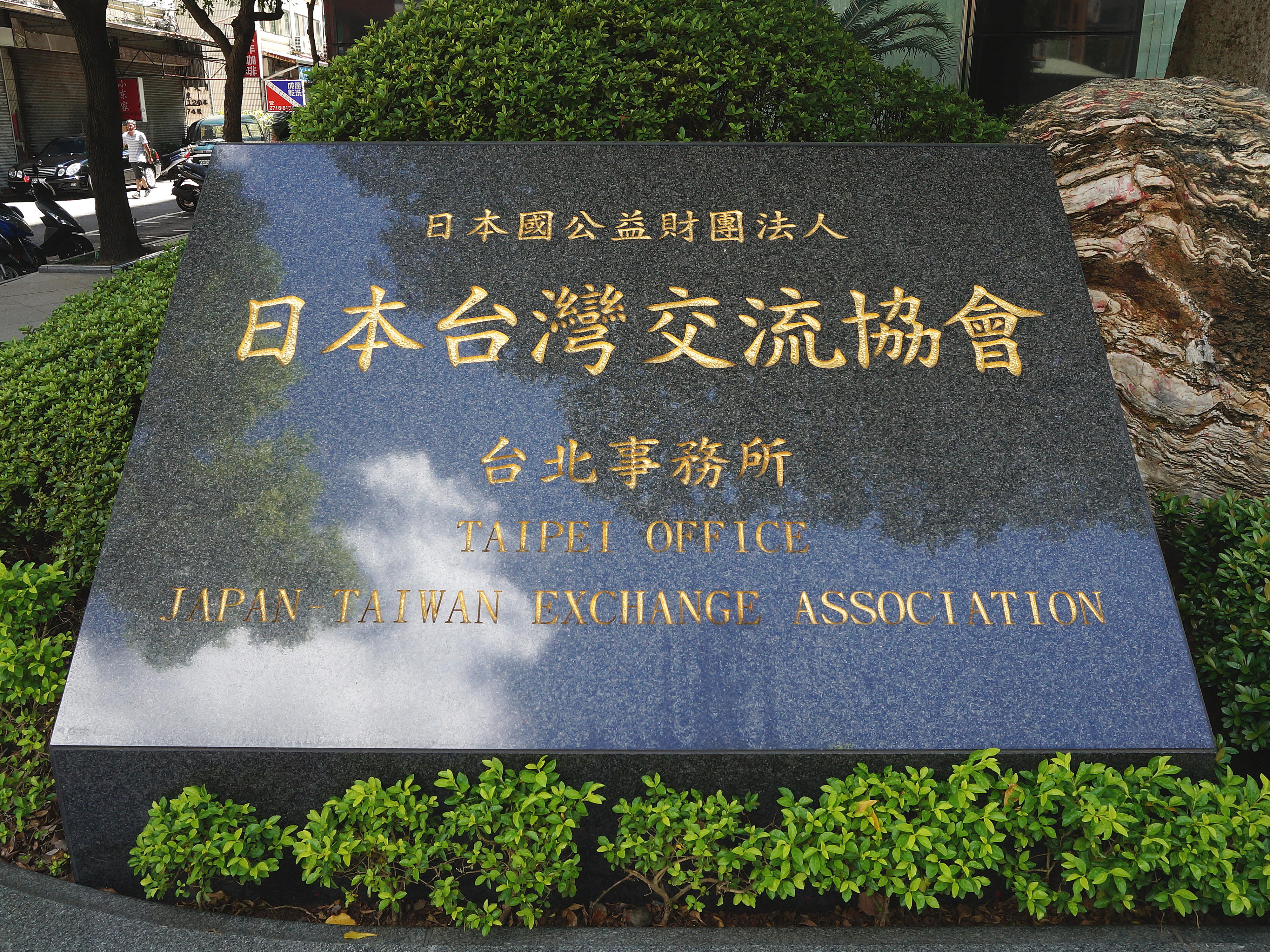
جمعية التبادل اليابانية التايوانية في تايبيه

## مكاتب فرعية
تايبيه
- ساحل العاج (مكتب التجارة الفخري)
- اليونان (مكتب النائب أ. ه. المنظمة اليونانية لتعزيز الصادرات)[52][53]

كاوشيونغ
- ألمانيا (مكتب التجارة الفخري)
- اليابان (جمعية التبادل اليابانية التايوانية، مكتب كاوشيونغ)
- بابوا غينيا الجديدة (مكتب التجارة الفخري)
- الفلبين (مكتب مانيلا الاقتصادي والثقافي، مكتب كاوشيونغ)
- الولايات المتحدة (قائمة البعثات الدبلوماسية الأمريكية)

تايتشونغ
- الفلبين (مكتب مانيلا الاقتصادي والثقافي، مكتب تايتشونغ)

## القنصليات الفخرية
كاوشيونغ
- غواتيمالا
- ناورو
- توفالو

تايتشونغ
- غواتيمالا

## افتتاح البعثات الدبلوماسية
- ليتوانيا (المكتب التجاري)[54]

## البعثات / السفارات السابقة
- كوستاريكا
- جمهورية الدومينيكان
- كيريباتي[55]
- السلفادور
- النرويج (المجلس التجاري النرويجي)[56]
- بنما
- جزر سليمان